# Carne e hormônios

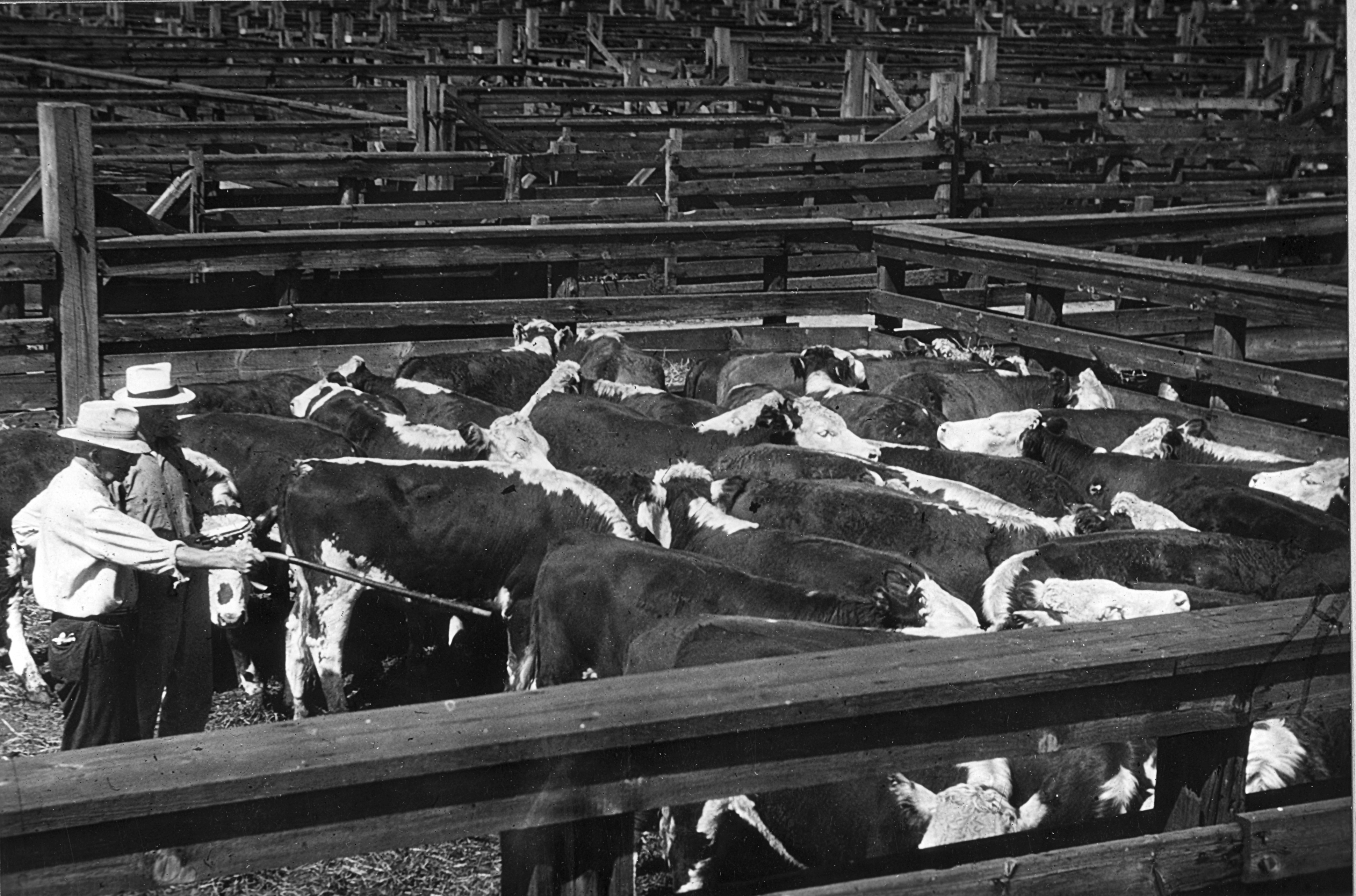
Falta de conceitos claros e especifidades dos casos dificultam um consenso no debate sobre o uso de hormônios nas carnes.

O tema carne e hormônios há muito tem gerado grande debate entre pecuaristas, grupos vegetarianos e pessoas que, de modo geral, buscam uma alimentação saudável. A confusão entre hormônios e antibióticos causa grandes mal-entendidos, bem como a falta de especificação do que seriam os promotores de crescimento utilizados em muitas criações. Além disso, a legislação específica de cada país atua como mais uma variável a ser analisada, permitindo ou proibindo o uso dessas substâncias em cada caso. Por fim, há as diferenças entre os tipos de hormônios, que podem ser esteroides ou proteicos, sintéticos ou naturais; estes últimos presentes invariavelmente nas carnes, pois são parte constitutiva do alimento, como a presença da androsterona na carne suína, por exemplo.

## Definição
Hormônios são substâncias químicas fabricadas pelo sistema endócrino ou por neurônios altamente especializados, funcionando como biossinalizadores. Esta substância é segregada em quantidades muito pequenas na corrente sanguínea ou em outros fluídos corporais. Assim sendo, podem ser produzidas por um órgão ou em determinadas células do mesmo. É libertada e transportada diretamente pelo sangue ou por outros fluidos corporais. A sua função é exercer uma ação reguladora (indutora ou inibidora) em outros órgãos ou regiões do corpo. Em geral trabalham devagar e agem por muito tempo, regulando o crescimento, o desenvolvimento, a reprodução e as funções de muitos tecidos, bem como os processos metabólicos do organismo. 

## Carne bovina
A utilização de hormônios na criação do gado de corte remete à história dessas criações nos Estados Unidos, onde o uso do hormônio DES na engorda dos animais foi utilizado durantes décadas, até ser abolido no ano de 1979. Outros hormônios, contudo, ainda são permitidos naquele país, como hormônios sexuais, na produção leiteira e de frangos. Todavia, o consumo de carnes com hormônios está relacionado, de acordo com estudo publicado na Human Reproduction, por exemplo, a uma possibilidade três vezes maior de ter uma contagem de espermatozóides tão baixa que os homens avaliados poderiam ser classificados como sub-férteis. Atualmente existem seis tipos diferentes de hormônios esteróides aprovados pela FDA: o estradiol, progesterona (hormônios sexuais femininos), testosterona (hormônio sexual masculino), zeranol, acetato de trembolona, e acetato de melengestrol (promotores de crescimento sintéticos). Os seis tipos são autorizados na criação de bovinos e ovelhas, mas não em aves domésticas e suínos. Na Europa, o uso de hormônios de crescimento está banido desde 1988. No Brasil, por sua vez, o uso de tais hormônios em gado de corte também é proibido, mas pode ser utilizado no tratamento de problemas reprodutivos dos animais e reporta-se ainda o uso, em pequena escala, no mercado ilegal. No caso do acetato de melengestrol, por exemplo, há registros de pesquisas que o utilizam em gado bovino no país. No caso dos antibióticos, o uso indiscriminado tem afetado o solo e até mesmo a contaminar vegetais, tal como mostrou pesquisa da USP (Universidade de São Paulo).

### Laticínios
A somatotropina bovina é um hormônio produzido naturalmente pelas vacas leiteiras que, a partir da década de 1980, passou a ser produzido em escala industrial, graças à técnica do DNA recombinante e do consequente aumento da produção a partir de sua utilização, que torna o animal, no entanto, mais suscetível à mastite. Tal hormônio é permitido tanto nos Estados Unidos quando no Brasil. A União Europeia proibiu o uso do hormônio e em 1999 o governo canadense se recusou a aprovação para a venda de rbGH para gado leiteiro, com base não apenas nas preocupações sobre os efeitos para a saúde humana, mas também devido à degradação dos animais acometidos pela mastite. Em relatório de 2010 publicado pela Universidade de Cornell, afirma-se que o uso de do hormônio rbGH para gado leiteiro tem sido empregada nos Estados Unidos há então apenas seis a sete anos e cânceres como o de mama podem levar muitos anos para se desenvolver, sendo assim prematuros estudos sobre o risco de câncer de mama de mulheres que bebem leite e comer produtos lácteos de animais tratados com hormônios.

## Carne de frango

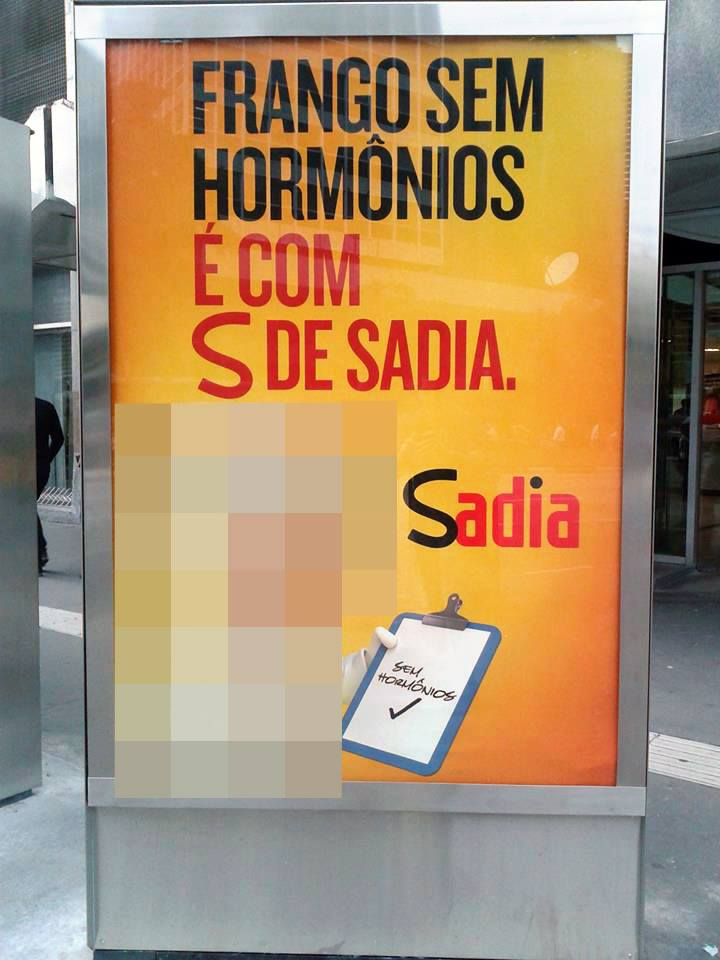
O mito do uso de hormônios na carne de frango fez com que empresas como a Sadia anunciassem seus produtos como isentos de hormônios, gerando um duplo engano no consumidor.

De acordo com o pesquisador da Embrapa Gerson Scheuermann, a carne de frango, assim como a de qualquer outro animal, contém hormônios naturais. Contudo, com uma grande redução no tempo de abate das aves, que caiu de cerca de 6 meses para apenas 45 dias, a crença no uso de hormônios de crescimento ganhou força, sendo recorrentes os alertas sobre os "frangos cheios de hormônios" como um potencial perigo à saúde. Contudo, tais substâncias não são empregados na avicultura, mas sim o uso de compostos promotores de crescimento produzidos pela indústria farmacêutica. Andréa Machado Leal Ribeiro, coordenadora do laboratório de nutrição animal do departamento de zootecnia da Universidade Federal do Rio Grande do Sul, diz que "é um grande mal-entendido. Não existe nenhuma possibilidade de haver uso de hormônio em frangos de corte. Os animais não respondem a essa substância, e ela não é viável economicamente".
Apesar disso, o uso de promotores de crescimento é proibido em muitos países da Europa, uma vez que eles podem contribuir para a resistência das bactérias aos antibióticos, tornando os remédios desse tipo ineficazes para doenças humanas. O mito do uso de hormônios na carne de frango fez com que empresas como a Sadia anunciassem seus produtos como isentos de hormônios, gerando um duplo engano no consumidor. A carne de frango possui hormônios naturais do animal e nenhuma empresa frigorífica utiliza hormônios adicionais em sua produção.

## Carne suína
Assim como os demais animais, a carne de porcos também possuem hormônios constituvos do próprio alimento. De acordo com estudo feito na Universidade Norueguesa de Ciências da Vida, pessoas sensíveis ao odor da androsterona, um hormônio esteroide encontrado em grandes concentrações nos porcos machos, pode explicar porque muitos têm aversão à carne de porco.